# Máxima Vallinas Fernández
Máxima Vallinas Fernández o Maximina Vallines Fernández (Villaviciosa, c. 1896 - Gijón, 25 de junio de 1938) fue una mujer española, víctima de la represión franquista.

## Biografía
Máxima Vallinas nació en la localidad asturiana de Villaviciosa y era vecina de Ribadesella. Era hija de Elena y José, y estaba viuda. Tenía 4 hijos.
El 6 de abril de 1938 fue juzgada en un consejo de guerra celebrado en el Antiguo Instituto Jovellanos de Gijón. Fue fusilada el 25 de junio de 1938 en Gijón a los 42 años. Ese mismo día ejecutaron a otros veinte hombres en el mismo lugar. El cadáver de Vallinas fue enterrado en una fosa común del cementerio de Ceares de Gijón.

## Reconocimientos
- El 14 de abril de 2010, Vallinas fue incluida en el monolito colocado en el cementerio de Ceares de Gijón en homenaje a las 1.934 víctimas de la represión franquista en la ciudad.[9][10]
- En 2017, se descubrió una placa enfrente del Museo Nicanor Piñole, antiguo edificio del Asilo Pola, con el nombre de las ocho mujeres represaliadas por el franquismo en Gijón entre diciembre de 1937 y agosto de 1939.[8][11][12] En la placa, además de Vallinas, se incluyó a Anita Orejas, Anita Vázquez Barrancúa, Estefanía Cueto Puertas, Belarmina Suárez Muñiz, Juana Álvarez Molina, Eladia García Palacios y Teresa Santianes Giménez.[5][8][11]